# Ausra Fridrikas
Ausra Fridrikas (Varena, 30 de abril de 1967, también conocida como Aušrelė Fridrikasová y, por su nombre real Aušrelė Miklusyte o Aušrelė Žiūkienė) es una ex jugadora de balonmano austriaca, campeona del mundial de 1990 y miembro del Salón de la Fama europeo.

## Trayectoria
Empezó probando el atletismo y, de ahí, llegó al balonmano cuando tenía 14 años. Internacional absoluta, primero con la Unión Soviética, después con Lituana y, al final de su carrera, con la selección austriaca.

### Selecciones nacionales

#### Unión Soviética y Lituania
Con la selección de la Unión Soviética, Ausra compitió en 165 partidos internacionales y ganó el Campeonato del Mundo de 1990. La jugadora intentó, tras el desmembramiento soviético, competir con Lituania mucho tiempo antes, pero no le dejaron. En el impás se quedó sin sus primeros juegos olímpicos con la selección soviética (1988) y renunció a ir con CEI (Comunidad de Estados Independientes) a Barcelona 92. Al final compitió con Lituania durante 86 partidos y, tras recibir la nacionalidad austriaca, vistió la camiseta de la selección de Austria durante 133 partidos, en los que anotó 1059 goles.

#### Austria
El 8 de agosto de 1995, Ausra, de 28 años, juega su primer partido con el equipo nacional austriaco, contra Noruega, en Atlanta. El partido acabó 20-19 con 9 goles de Ausra. Fue el primer partido de muchos éxitos ya que llevó a la selección austriaca a conseguir la medalla de bronce en la Copa del Mundo de 1999, la mejor clasificación de Austria en un mundial, y la misma presea en el Campeonato de Europa de 1996. Sin embargo no se clasificaron para los Juegos Olímpicos de Atlanta 1996 aunque sí compitió en los Juegos Olímpicos del 2000, quedando en 5ª posición. Una de las espinitas de la jugadora, que esperaba ser medallista olímpica.
Su último torneo internacional fue en el Mundial de Croacia 2003, donde anotó 8 goles a la española Eli López.

### Clubes
Tras jugar hasta los 16 años en los equipos juveniles del Zalgiris de Kaunas, saltó al balonmano profesional en el Egle Vinius lituano donde empezó a competir y ganar sus primeros títulos. 
Pasó por la Liga ABF, jugando en el Hernani y el Remudas. Con el equipo canario firmó dos temporadas pero no las completó, ya que, y a pesar del intento de Cristina Mayo que firmara por el Mar Valencia, recaló en el potente Hypo Niederösterreich austriaco, donde jugó desde 1992 al 2000. De aquella época, a pesar de los muchos títulos, guarda un recuerdo agridulce por el entrenador Gunnar Prokop al que, en algunas entrevistas, califica de irrespetuoso (llegaron a entrenar 8 horas al día tras una eliminación en la Copa de Europa). Sin embargo fue uno de los baluartes del Hypo ganando la EHF Champions League hasta en 5 ocasiones con el equipo austriaco y otras 2 con el Slagelse DT danés, con el que también ganó una Copa EHF. 
Tania Logvin y ella sufrieron un intento de soborno antes de la final del 2000. 
- 1987–91:  Egle Vinius
- 1991–91:  Hernani
- 1991–92:  Club Balonmano Remudas
- 1992–00:  Hypo Niederösterreich
- 2000–02:  Baekkelaget
- 2002–05:  Slagelse DT
- 2005–06:  Wiener Neustadt
- 2006–07:  Hypo Niederösterreich

## Entrenadora
Se hizo cargo en 2011 de la selección juvenil austriaca y dirigió a las promesas de 2015 a 2017.
En 2017 se anunció su fichaje por el Dornbirn austriaco, donde reemplazaba a Sabine Kainrath, que renunció a su puesto por motivos de salud. En el año 2019 cesó en su puesto, por desavenencias con el equipo directivo entrante.
En agosto del 2020 fichó por el equipo alemán TG Nürtingen para llevar al equipo femenino y a los equipos de la cantera pero la mala relación con las jugadoras hizo que la entrenadora austriaca solo estuviera cuatro meses.

## Trofeos y galardones

### Con la selección
- 1 x  Medalla de oro en el Campeonato Mundial de 1990
- 1 x  Medalla de bronce en el Campeonato Mundial de 1999
- 1 x  Medalla de bronce en el Campeonato Europeo de Balonmano Femenino de 1996

### Trofeos europeos
- 7 x Champions League (Hypo: 1993, 1994, 1995, 1998 y 2000; Slagelse: 2004 y 2005)
- 2 x Copa EHF (Eglé Vlinius 1988; Slagelse: 2003)

### Trofeos nacionales
- 9 x Campeonato de Austria (1993, 1994, 1995, 1996, 1997, 1998, 1999, 2000, 2007)
- 9 x Copa de Austria (1993, 1994, 1995, 1996, 1997, 1998, 1999, 2000, 2007)
- 2 x Campeonato de Dinamarca (2003, 2005)
- 1 x Copa de Dinamarca (2003)
- 1 x Copa de Noruega (2001)

### Galardones individuales
- Mejor jugadora del Mundo (1999)
- Jugadora más valiosa del Mundial de 1999.
- Máxima goleadora de la Copa de Europa en 1999–00 y 2000–01
- Máxima goleadora del Campeonato de Noruega (2000–01 y 2001–02)

## Vida
Divorciada del exfutbolista lituano Robertas Fridrikas y es la madre de Lukas Fridrikas.